# Crevin
Crevin település Franciaországban, Ille-et-Vilaine megyében. Lakosainak száma 2790 fő (2022. január 1.). Crevin Chanteloup, Bourg-des-Comptes, Laillé, Pancé, Le Petit-Fougeray és Poligné községekkel határos.

## Népesség
A település népességének változása:
| Lakosok száma | 346  | 797  | 1247 | 2342 | 2588 | 2707 | 2828 | 2862 | 2838 | 2790 |
|               | 1968 | 1982 | 1990 | 2006 | 2013 | 2015 | 2017 | 2019 | 2020 | 2022 |